# Couffé
Couffé – miejscowość i gmina we Francji, w regionie Kraj Loary, w departamencie Loara Atlantycka.
Według danych na rok 2010 gminę zamieszkiwało 2290 osób, a gęstość zaludnienia wynosiła 57 osób/km².